# I'm So Sick
Singles de Flyleaf
Do You Hear What I Hear?
(2005) Fully Alive (en)
(2006)
I'm So Sick est une chanson composée par le groupe américain Flyleaf, commercialisé le 29 août 2006, premier single présenté dans leur premier album, intitulé Flyleaf (2005). Il s'agit de leur second single accompagné d'un vidéoclip montré sur les chaînes de télévision. Le 3 mars 2008, I'm So Sick parait au Royaume-Uni, où il a été joué sur Scuzz, Kerrang! et MTV2.

## Description
L'intro présente une guitare basse distordue. La première démo de la chanson est présentée dans leur EP intitulé Flyleaf (EP). La version est plus longue avec plus de paroles. La version radio ne présente aucun hurlement. Le vidéoclip pour I'm So Sick apparaît au bout de huit minutes dans le film Die Hard 4 : Retour en enfer avec Bruce Willis. Il apparait sur un écran télévisé chez Matthew Farrell (Justin Long). Un remix de cette chanson est présenté dans le jeu vidéo Resident Evil: Extinction effectué par Legion of Doom. Toujours dans le domaine vidéoludique, le titre est également disponible sur le jeu vidéo Rock Band, et sur le jeu PC The Sims 2.
Thumbtack Jack, un catcheur professionnel, utilise ce titre pour son entrée dans le ring.

## Clip
Le clip est réalisé par Greg et Colin Strause.

## Liste des pistes

### Single international
| 1. | I'm So Sick (Radio Edit)   | 2:54 |
| 2. | I'm So Sick (Live Version) | 3:23 |

### Version radio
| 1. | I'm So Sick (Album Version) | 2:58 |
| 2. | I'm So Sick (Radio Edit)    | 2:58 |
| 3. | Call Out Hook               | 0:10 |

| 1. | I'm So Sick (Top 40 Version) | 2:58 |
| 2. | I'm So Sick (Album Version)  | 2:58 |
| 3. | Call Out Hook                | 0:10 |

## Classements
| Classement (2005-2006) | Meilleure position |
| ---------------------- | ------------------ |
| Mainstream Rock        | 12                 |
| Hot Modern Rock Tracks | 27                 |